# Comité international des transports ferroviaires
Pour les articles homonymes, voir CIT.
Le Comité international des transports ferroviaires (CIT) est une association d'entreprises ferroviaires et maritimes qui opèrent des lignes internationales. L'organisation transpose et participe activement à la mise en application des accords internationaux sur le trafic ferroviaire transfrontalier. Le CIT est une association basée à Berne et soumise au droit suisse.

## Histoire
Après l'entrée en vigueur de la Convention internationale sur le transport de marchandises pour les transports internationaux ferroviaires (convention de Berne) en 1893, les transporteurs ont constaté la nécessité de renforcer la coopération internationale dans ce domaine. Cela les a conduit à la fondation du CIT en 1902. Jusqu'en 1914, le CIT s'est acquitté de ses tâches dans le cadre des chemins de fer nationaux autrichiens.
Après la Première Guerre mondiale, la gestion du CIT a été confiée aux Chemins de fer fédéraux suisses, et il a été installé à Berne. En 1928, la Convention internationale concernant le transport des voyageurs et des bagages par chemins de fer est entrée en vigueur, le CIT a également suivi son application et sa transposition pour ses membres.
En 2004, le CIT a été réorganisé en une association indépendante de droit suisse.

## Missions
Le CIT permet d’assurer l'application uniforme des conventions internationales dont la COTIF ou des textes de l’Union européenne. Il apporte une assistance aux transporteurs dans cette mise en œuvre. L'adaptation des accords à l’évolution du secteur ferroviaire est également une partie importante de ses travaux.

## Organisation
Le CIT est une association de plus de 200 entreprises ferroviaires et maritimes qui exploitent le trafic transfrontalier de voyageurs et de marchandises. L’assemblée générale est réunie annuellement et se prononce sur les questions fondamentales, le budget et la comptabilité de l'association présentés par le comité exécutif. Des commissions rapportent aussi à l'Assemblée générale pour les questions de technique juridique. Elles préparent des groupes de travail sur des projets particuliers. Il existe des commissions spécialisées dans les domaines  du transport de voyageurs, du transport de marchandises, et de l'utilisation de l'infrastructure ferroviaire.
Le Comité exécutif du CIT coordonne sa gestion. Il se réunit généralement deux fois par an. L’administration est exercée par le secrétaire général du CIT.